# Кик-боксер (филм)
Кик-боксер је филм из 1989. у коме глуме Жан-Клод ван Дам и Денис Алексио. Филм говори о браћи Курту (Ван Дам) и Ерику Слоуну (Алексио).

## Синопсис
Ерик је кик-боксер и шампион у тешкој категорији, док је његов брат Курт његов помоћник. Међутим, Тонг По (Мичел Киси), легенда истока, је победио Ерика, а потом му сломио кичму и поцепао појас. Курт је неуспешно покушао да испровоцира Тонг Поа, који га је ударио. Куртов случајни пријатељ, бивши војник, води њега код Ксиана (Денис Чен). Курт упознаје и Мај Ли, девојку у коју се касније заљубљује. Ксијан подучава Курта Тајландски бокс и упућује га у зен филозофију. На крају, Курт побеђује Тонг Поа и његовог тренера.